# Irmina van Oeren

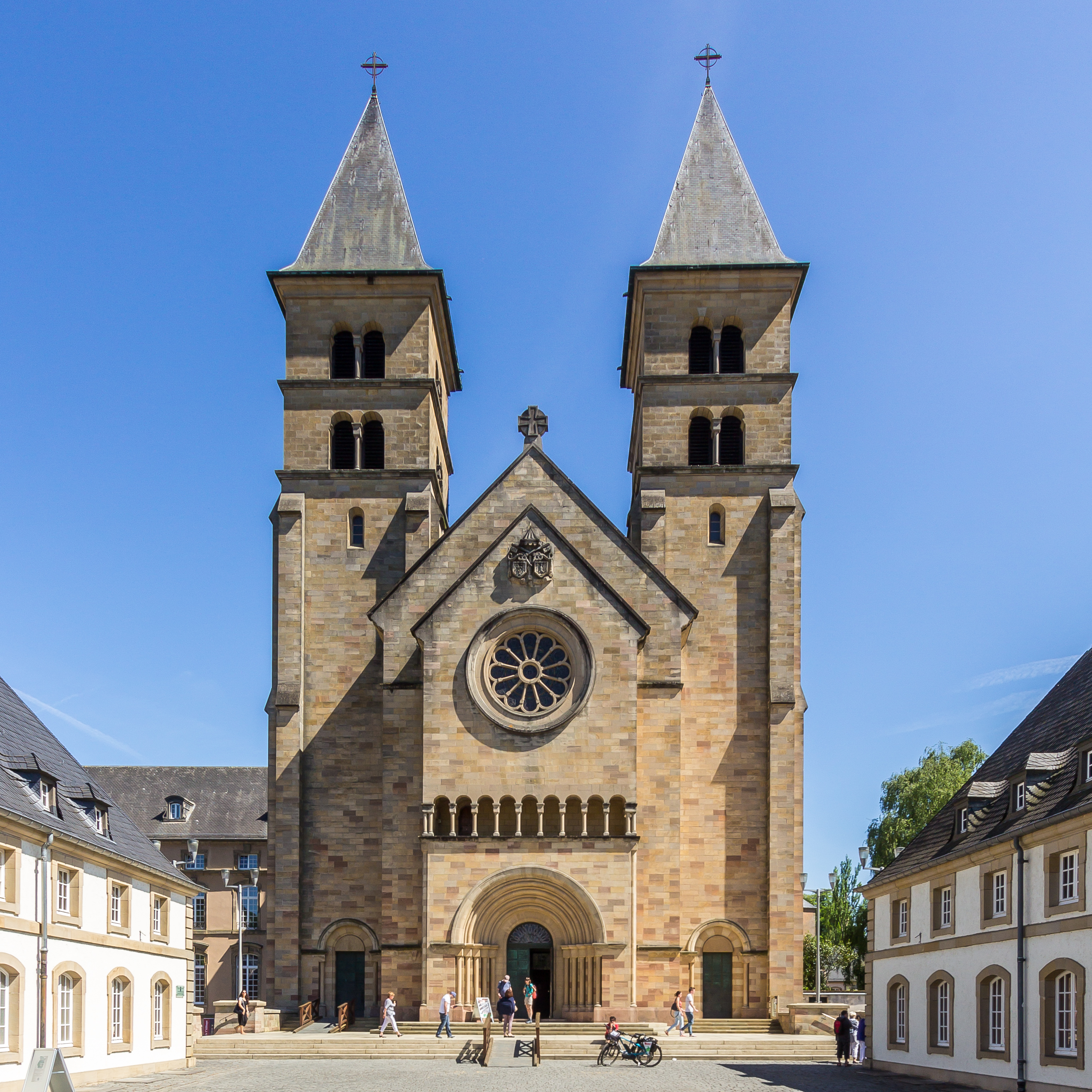
Sint-Willibrordusbasiliek van de abdij van Echternach

De heilige Irmina  van Oeren ( ca. 640 - Weissenburg, 24 december 708 ?) was een Frankische edelvrouw. Haar ouders zijn onbekend, de middeleeuwse bewering dat ze een dochter van Dagobert I zou zijn is zeker onjuist. Het is echter aannemelijk dat ze van hoge Frankische adel was. Zij was getrouwd met Hugobert, een vooraanstaand Austrasische hoveling. Ze is begraven in Weissenburg.
Na de dood van haar man (697/698) deed ze samen met Basinus, bisschop van Trier, en zijn neef Liutwinus, een schenking van goederen bij Echternach voor de stichting van een abdij door Willibrordus. Irmina zelf werd abdis van het Mariaklooster dat Modoaldus gesticht had in Oeren bij Trier. Dit klooster werd later naar haar vernoemd, de middeleeuwse bewering dat ze het klooster zou hebben gesticht is onjuist.
Ze zou op 24 december 708 in Weissenburg zijn begraven maar haar sterfdatum is zelf niet gedocumenteerd. Ze moet tussen 704 en 710 zijn overleden, vermoedelijk begin 706 omdat Willibrord in mei van dat jaar zijn klooster onder bescherming van Pepijn van Herstal stelt - wat impliceert dat Irmina dan overleden is.
Irmina en Hugobert waren ouders van:
- Plectrudis, echtgenote van Pepijn van Herstal en stichteres van de kerk van de Heilige Maria in het Capitool in Keulen.
- Adela van Pfalzel, stichteres van het klooster van Trier-Pfalzel. Haar kleinzoon was Gregorius van Utrecht.
- Bertrada de oudere, stichteres van de abdij van Prüm.

Haar feestdag is op 24 december.